# Michael Lusch
Michael Lusch (Hamm, 16 giugno 1964) è un allenatore di calcio ed ex calciatore tedesco, di ruolo centrocampista.

## Palmarès

### Giocatore

#### Competizioni nazionali
- Coppa di Germania: 1

Borussia Dortmund: 1988-1989
- Supercoppa di Germania: 1

Borussia Dortmund: 1989